# Schaerbeek
Schaarbeek (en neerlandés) o Schaerbeek (ortografía arcaica en neerlandés, denominación oficial francés) es uno de los diecinueve municipios de la Región de Bruselas-Capital.
El 1 de enero de 2019 contaba con un total de 133.309 habitantes. El área total es de 8,14 km² (que da una densidad de 16.377 por km²).
Hoy en día acoge a una numerosa comunidad inmigrante turca (una gran parte de los cuales son nativos de Emirdağ). También vive aquí una vasta población de origen marroquí y otras comunidades de inmigrantes.

## Demografía

### Evolución
Todos los datos históricos relativos al actual municipio, el siguiente gráfico refleja su evolución demográfica.

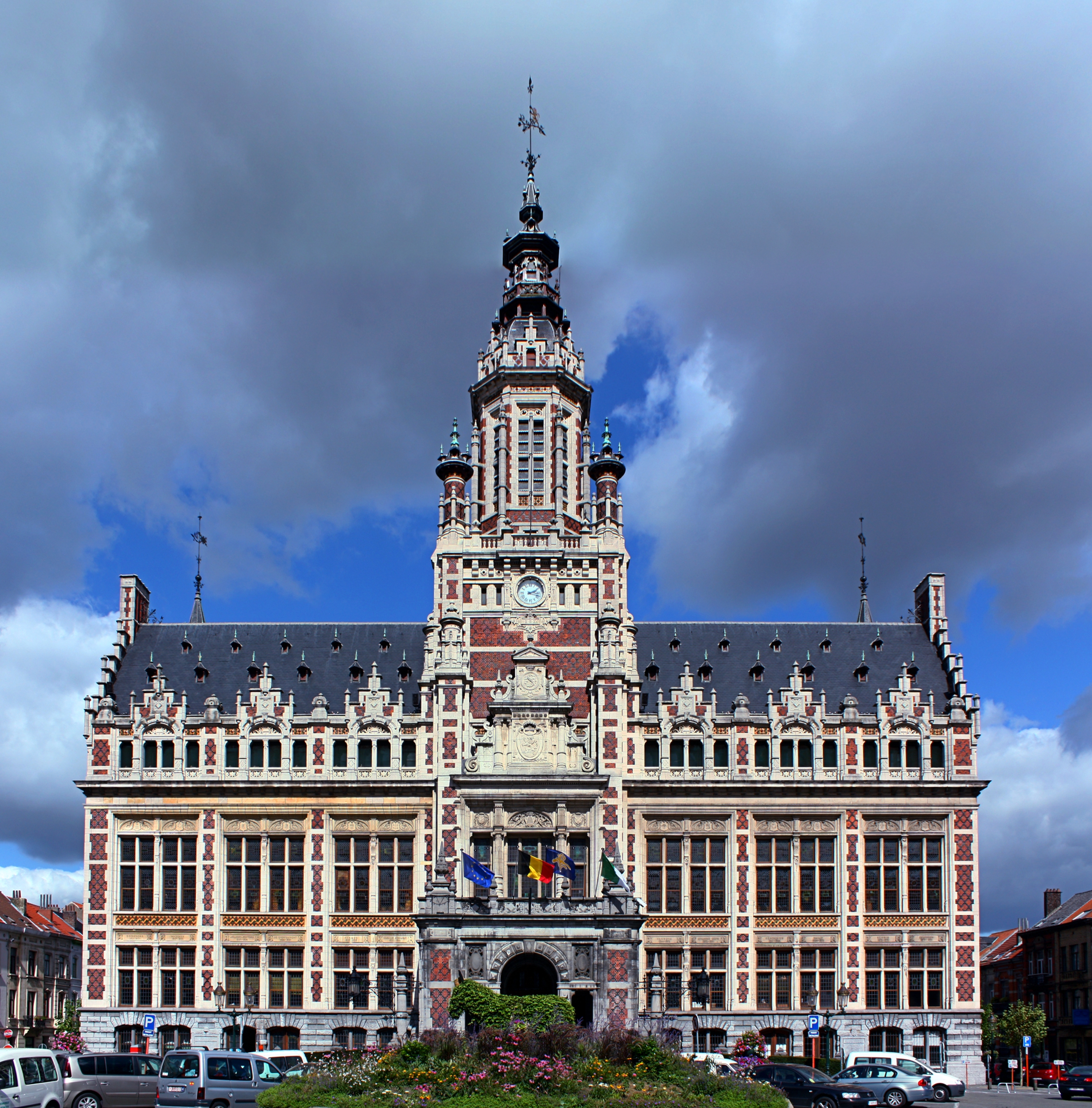
Ayuntamiento de Schaerbeek.

| Gráfica de evolución demográfica de Schaerbeek entre 1846 y 2020 |
|                                                                  |

## Hijos e hijas famosos de Schaarbeek
- Privat Livemont, pintor y diseñador de art nouveau
- Jacques Brel, cantautor y actor
- Paul Deschanel, político francés y presidente de la Tercera República
- Albert Rigaux, pintor belga impresionista
- Paul-Henri Spaak, político belga y hombre de Estado
- Joseph Cardijn, obispo belga
- Jan A. Van Droogenbroeck, poeta de Vlaams
- Raymond van het Groenewoud, músico
- Gustave Strauven, arquitecto de art nouveau
- Agustín Goovaerts, arquitecto e ingeniero
- Virginie Efira , actriz de cine
- Pierre Daye, periodista y escritor

También aquí murió Ernest Guiraud.